# دروسنفلو
دروسنفلو (به لاتین: Drusenfluh) یک کوه در سوئیس است که در Schiers واقع شده‌است. دروسنفلو ۲٬۸۲۷ متر بالاتر از سطح دریا واقع شده‌است.